# Alibek Muratowitsch Katschmasow
Alibek Muratowitsch Katschmasow (russisch Алибек Муратович Качмазов; engl. Transkription Alibek Muratovich Kachmazov, * 17. August 2002 in Wladikawkas) ist ein russischer Tennisspieler.

## Karriere
Katschmasow trat bis 2020 auf der ITF Junior Tour in Erscheinung. Dort spielte er bislang ein Grand-Slam-Turnier, 2019 bei den French Open, wo er in der zweiten Runde ausschied. In der Junior-Rangliste erreichte er im März mit Rang 44 seine beste Platzierung.
Bei den Profis spielte Katschmasow bislang hauptsächlich Turniere auf der ITF Future Tour und erreichte einmal ein Halbfinale. Durch eine Wildcard der Turnierverantwortlichen kam der Russe im Oktober 2019 zu seinem Debüt auf der ATP Tour. In Moskau traf er zum Auftakt auf den ebenfalls mit einer Wildcard startenden Alen Awidsba, gegen den er in drei Sätzen verlor. In der Weltrangliste ist Platz 257 im Einzel seine beste Notierung.

## Erfolge
| Legende (Anzahl der Siege)  |
| Grand Slam                  |
| ATP World Tour Finals       |
| ATP World Tour Masters 1000 |
| ATP World Tour 500          |
| ATP World Tour 250          |
| ATP Challenger Tour (1)     |

### Doppel

#### Turniersiege
| Nr. | Datum           | Turnier    | Belag     | Partner         | Finalgegner              | Ergebnis         |
| --- | --------------- | ---------- | --------- | --------------- | ------------------------ | ---------------- |
| 1.  | 27. August 2022 | Nonthaburi | Hartplatz | Jewgeni Donskoi | Nam Ji-sung Song Min-kyu | 6:3, 1:6, [10:7] |